# Conseil d'hygiène publique et de salubrité
Le Conseil d'hygiène publique et de salubrité, successeur du Conseil de Salubrité, est un organisme gouvernemental français créé au XIXe siècle à des fins de santé publique. Chaque département dispose d'un tel Conseil, le premier créé étant celui de la ville de Paris en 1802, sous l'Empire napoléonien. Sous l'autorité de la préfecture de police de Paris, le Conseil de Salubrité de Paris est ainsi chargé, en particulier, de conseiller l'administration au sujet des autorisations concernant « les manufactures et ateliers qui répandent une odeur insalubre ou incommode » dont le statut est régi par un décret de 1810. Il examine également la validité des médicaments. En 1902 est créé le Conseil supérieur d'hygiène publique de France, qui ne sera supprimé que par la loi de 2004.

## Conseil de salubrité de la préfecture de Paris
« Une telle Collection [des Travaux sanitaires et hygiéniques projetés dans les divers Etats de l'Europe], grossie par le temps, deviendra une sorte de CODE où l'hygiène publique trouvera résolue toutes les questions qui l'intéressent, et l'industrie incertaine, des réponses toutes faites aux questions qui l'embarrassent. »

— Conseil de Salubrité de la ville de Paris, Rapport du Conseil de Salubrité de la Ville de Paris, 1821
Le Conseil de Salubrité de Paris est un organisme sous la direction de la Préfecture de police de Paris. 
De 1802 à 1806, il compte cinq membres: Antoine Parmentier (pharmacien et agronome), Nicolas Deyeux (chimiste et pharmacien), Charles Louis Cadet de Gassicourt (pharmacien), Jean-Baptiste Huzard (vétérinaire) et Auguste Thouret (médecin). Viendront ensuite, successivement et jusqu'à au moins 1817, Leroux, Pariset, Petit, Darcet (ou d'Arcet), Marc, Bérard et Huzard fils. À la mort de Cadet de Gaussicourt (1769-1821), un des fondateurs de la Société de pharmacie de Paris, succède Joseph Pelletier, qui reste en poste jusqu'en 1842. Sont également membres le professeur de chimie et de toxicologie Henri-François Gaultier de Claubry (1792-1878), à partir de 1829 ; le Docteur Emery, professeur d'anatomie et médecin de l'Hôpital Saint-Louis ; le célèbre docteur Esquirol, qui présida le Conseil; à partir de 1831, l'hygiéniste Villermé, qui avait fondé en 1829, avec le médecin Parent du Châtelet, les Annales d'hygiène publique de médecine légale ; le pharmacien Labarraque, qui découvrit les propriétés désinfectantes de l'eau de Javel, à partir de 1836, le chimiste et entrepreneur Anselme Payen, de 1842 à 1871, etc. À l'instar du chimiste et homme d'Etat Chaptal, une bonne partie des membres du Conseil, dont Huzard, sont liés par ailleurs à la Société d'encouragement pour l'industrie nationale, ce qui en dit long sur leurs sympathies. Marc et Darcet étaient eux-mêmes des chimistes industriels, mis en cause en 1810-1811 à Paris pour leurs manufactures de soude, deux des plus importantes de la ville.
Outre l'examen des remèdes et médicaments, le Conseil est notamment chargé d'examiner les demandes des industriels avant tout établissement de fabriques, en vue d'appliquer le décret impérial du  15 octobre 1810 relatif aux Manufactures et Ateliers qui répandent une odeur insalubre ou incommode. L'article 1er dispose ainsi que « les manufactures et ateliers qui répandent une odeur insalubre ou incommode, ne pourront être formés sans une permission de l'autorité administrative », celle-ci étant soit le préfet de police de Paris, soit le maire, soit le Conseil d'État lui-même. Le Conseil de Salubrité de Paris est ainsi chargé de conseiller le préfet de police à cette fin. Sa création est donc liée aux installations classées et aux effets de la Révolution industrielle. L'introduction du rapport du Conseil de 1841, rédigé par Victor de Moléon, qui reprend la citation présentée ci-dessus, indique ainsi que « cette collection » permet de « tirer les leçons d'une législation et d'une pratique certaines, embrassant toutes les parties de l'hygiène et de la salubrité publique, et rédigées de telle sorte que, toutes bien appliquées, elles doivent contribuer à la prospérité du royaume » . L'hygiène publique poursuit ainsi un but économique.
Les universitaires Francois Jarrige et Thomas Le Roux relèvent que « sur plus de 3 000 dossiers d'établissements industriels insalubres examinés par le Conseil de salubrité entre 1806 et 1828, près de la moitié font [...] l'objet de plaintes du voisinage ou d'opposition, avec une tendance à l'augmentation dans les années 1820 ».

## Tables de mortalité, à Paris et en province
En 1808, le Conseil de Salubrité de la ville de Paris décide de dresser un « tableau des maladies considérées comme causes de mort », qui constitue selon les historiens « la première nomenclature de causes de décès élaborés en France à des fins pratiques et administratives et qui permet un classement systématique en 190 rubriques des causes déclarées par les médecins sur les bulletins de décès » . L'essor de telles nomenclatures dans la première moitié du XIXe siècle conduit, en 1854, le Congrès international de la statistique à établir la première Classification internationale des causes de décès, ancêtre lointain de la Classification internationale des maladies établie par l'Organisation mondiale de la santé qui régit la classification des causes de décès . Ces tableaux trouvent leur origine dans une circulaire du préfet de la Seine à un maire , demandant que la Société de médecine du département se charge de la rédaction d'avis de décès, avec cause constatée par le médecin, afin d'établir des tableaux mensuels de décès par cause. Il s'agit-là d'une reprise d'une initiative lancée en 1785 par l'Intendant de la Généralité de Paris à destination des curés, responsables sous l'Ancien Régime de la tenue des registres d'état civil; initiative interrompue par la Révolution. Or, c'est finalement le Conseil de Salubrité de Paris, et non la Société de médecine, qui sera chargée de l'établissement de ces tables de mortalité . Ces statistiques ont disparu lors de la Commune de 1870, les articles d'Adolphe Trébuchet dans les Annales d'Hygiène publique et de médecine légale publiés de 1849 à 1858 en étant l'un des principaux témoignages conservés . 
Cet exemple est imité par les Conseils de salubrité créés en province sur le modèle parisien, par exemple à Laval dès 1812. Néanmoins, ce n'est qu'à partir du milieu du XIXe siècle que les Conseils de Salubrité provinciaux établissent des tableaux équivalents à ceux dressés à Paris. La question n'est traitée au niveau national que sous la Troisième République, avec une circulaire du 26 octobre 1885 du Ministère du Commerce et de l'Industrie, auquel est rattaché le Bureau de l'hygiène publique , demandant aux maires des villes de 10 000 habitants et plus d'effectuer un relevé bimensuel des décès causés par certaines maladies infectieuses (fièvre typhoïde, variole, rougeole, scarlatine, coqueluche, diphtérie, diarrhée infantile) . La synthèse est effectuée par le Bureau de l'hygiène publique.